# Conseil de noblesse
Ne doit pas être confondu avec Conseil d’héraldique et de vexillologie ou Conseil héraldique flamand.
Le Conseil de noblesse (en néerlandais Raad van Adel), qui a repris le même nom qu'il avait à l'époque du royaume uni des Pays-Bas, a été établi sous la tutelle du ministère des Affaires étrangères par un arrêté royal du 27 février 1996 et remplace le Conseil héraldique de Belgique qui remontait au 6 février 1844.

## Mission
Le Conseil de noblesse travaille parallèlement avec la Commission d'avis sur les concessions de faveurs nobiliaires et sur l'octroi de distinctions honorifiques de grade élevé pour conseiller le roi dans le domaine de l'attribution de la noblesse à des personnes considérées comme méritantes selon divers critères subtilement dosés. Le Conseil de noblesse gère également les divers aspects de la condition nobiliaire en Belgique en collaboration avec le service de la noblesse du ministère des Affaires étrangères qui se définit comme un secrétariat à son service. 
Le Conseil de noblesse est également consulté par le ministère de la Justice « en matière de changement de nom patronymique ayant une connotation nobiliaire » notion basée sur la coutume et l'interprétation populaire car contrairement à d'autres pays il n'existe pas de définition légale de ce qui serait un signe nobiliaire dans un nom.

## Littérature
- Leon Arendt et Alphonse De Ridder, Législation héraldique de la Belgique 1595-1895. Jurisprudence du Conseil héraldique 1844-1895, Bruxelles, 1896.
- A. Braas, La législation nobiliaire en Belgique, Bruxelles, 1960.
- M. Van Damme, « De juridische grondslagen van de nobiliteitsregeling in België », dans Rechtskundig Weekblad, 1979-80, kol. 1317-1326.
- Christiane Hoogstoel-Fabri (dir.), Le droit nobiliaire et le Conseil héraldique, Bruxelles, Larcier, 1994.
- Henri D'Udekem D'Acoz, « Le Raad van Adel - Conseil de noblesse remplace le Conseil héraldique », dans Bulletin trimestriel de l'Association de la noblesse du royaume de Belgique, n° 207, juillet 1996, n° 207, juillet 1996, p. 17-24.
- Eric Cusas, Le Statut de la noblesse en France et en Belgique, Brussel, Bruylant, 2002.
- Henri D'Udekem D'Acoz, « La Législation nobiliaire », dans Bulletin trimestriel de l'Association de la noblesse du royaume de Belgique, n° 236, octobre 2003, p. 21-29.
- Charles-Eric Clesse, "Liste civile et dotations royales. Droit nobiliaire", Répertoire pratique de droit belge, Bruxelles, Larcier, 2020.